# 高松榮子
高松 榮子（たかまつ えいこ、1893年7月2日 - 1957年10月4日）は、日本の女優である。新字体表記高松 栄子、本名は須田 シヅ（すだ しづ）。サイレント映画の時代は『愛の乱舞』で新井淳、『東海道膝栗毛』で粂譲を相手に主演し、戦後も『カルメン故郷に帰る』等多くの話題作に出演した、戦前戦後を通じての松竹のバイプレイヤーである。

## 人物・来歴
1893年（明治26年）7月2日、東京府東京市（現在の東京都）に生まれる。本名については、『日本映画俳優名鑑 昭和九年版』（映画世界社）や『芸能人物事典 明治大正昭和』（日外アソシエーツ）、あるいは『日本映画俳優全集・女優編』（キネマ旬報社）には「須田 シヅ」とあるが、『著作権台帳 昭和26年度版』（日本著作権協議会）および『婦人年鑑 12』（学風書院）には「加藤 しづ」あるいは「加藤 シヅ」（かとう しづ）と記されている。『著作権台帳』では出生地も神奈川県とされている。
横浜市立尋常高等横浜小学校（のちの横浜小学校、1946年廃校）を卒業し、当時横浜の元町にあった横浜高等女学校（のちに磯子に移転、現在の横浜学園高等学校）を二年修業して中途退学した。
1916年、笹本寅の次兄で木村時子の夫である笹本甲午に弟子入り。
その後、関東大震災後の1924年（大正13年）、浅草公園六区の常盤座で、根岸興行部の新派劇に参加し、女優となる。同年、松竹蒲田撮影所に入社し、同年6月21日に公開された梅村蓉子の主演作『妹』（監督大久保忠素）に出演、満31歳を目前にした年齢で映画界にデビューした。1927年（昭和2年）、準幹部に昇格したときにはすでに満34歳になっていた。1936年（昭和11年）1月15日、同撮影所の機能が神奈川県鎌倉郡大船町（現在の同県鎌倉市大船）の松竹大船撮影所（現存せず）に移転するにともない、高松も異動になる。その後、第二次世界大戦の間も、終戦後も、変わらず同撮影所に勤めつづけた。
満63歳を目前にした1956年（昭和31年）に松竹を退社、東京映画が製作した瑞穂春海監督の映画『森繁よ何処へ行く』に出演、同作は東宝が配給して同年6月14日に公開された。『芸能人物事典 明治大正昭和』によれば、同作をもって引退したとしている。同年10月31日に公開された出演作『壁あつき部屋』（監督小林正樹）は、松竹在籍中の1953年（昭和28年）10月にすでに製作されていた作品である。以後の消息は不明とされていたが、『文化人名録 昭和33年版』（日本著作権協議会）において、1957年（昭和32年）10月4日に死去したという旨が記されている。満64歳没。

## フィルモグラフィ
すべてクレジットは「出演」である。公開日の右側には役名、および東京国立近代美術館フィルムセンター（NFC）、マツダ映画社所蔵等の上映用プリントの現存状況についても記す。同センター等に所蔵されていないものは、とくに1940年代以前の作品についてはほぼ現存しないフィルムである。

### 松竹蒲田撮影所
特筆以外すべて製作は「松竹蒲田撮影所」、すべて配給は「松竹キネマ」、特筆以外すべてサイレント映画である。
- 『妹』 : 監督大久保忠素、1924年6月21日公開
- 『関の五本松』 : 監督牛原虚彦、1924年10月17日公開
- 『城ケ崎の雨』 : 監督島津保次郎、1924年11月21日公開
- 『愛の乱舞』 : 監督吉野二郎、1925年6月20日公開
- 『二人巡礼』 : 監督重宗務、1925年8月21日公開
- 『屋上の恋人』 : 監督吉野二郎、1925年11月13日公開
- 『東海道膝栗毛 第一篇』 : 監督吉野二郎、1926年1月30日公開 - 女あんまお米
- 『お坊ちゃん』 : 監督島津保次郎、応援監督蔦見丈夫・五所平之助、1926年5月1日公開 - 羽田家女中
- 『娘』 : 監督五所平之助、1926年7月1日公開
- 『清水次郎長全伝 安政殺人剣の巻』 : 監督吉野二郎、1926年10月15日公開
- 『幻の義賊』 : 監督吉野二郎、1926年12月1日公開
- 『お照とお雪』 : 監督清水宏、1927年1月22日公開 - その妻
- 『九官鳥』 : 監督野村芳亭、1927年1月28日公開 - 女房女車掌照子
- 『艶魔』 : 監督重宗務、1927年3月11日公開 - 女房お豊
- 『白虎隊』 : 監督野村芳亭、1927年6月26日公開 - 母お道
- 『秋草燈籠 お露の巻』 : 監督野村芳亭、1927年8月5日公開 - 侍女楓
- 『秋草燈籠 小萩の巻』 : 監督野村芳亭、1927年8月5日公開 - 侍女楓
- 『仇討違い』 : 監督斎藤寅次郎、1927年8月19日公開
- 『親爺教育』 : 監督蔦見丈夫、1927年9月24日公開
- 『義剣侠刃』（『義劔狂刃』[5]） : 監督吉野二郎、1927年10月7日公開
- 『村の花嫁』 : 監督五所平之助、1928年1月27日公開 - その母お芳
- 『道呂久博士』 : 監督野村芳亭、1928年2月18日公開 - 看護婦松枝富子
- 『若人の夢』 : 監督小津安二郎、1928年4月29日公開 - 下宿のおかみさん
- 『妻君廃業』 : 監督大久保忠素、1928年8月24日公開
- 『彼と田園』 : 監督牛原虚彦、1928年8月24日公開
- 『拾った花嫁』 : 監督清水宏、1928年9月14日公開 - 甚作の母
- 『舞台姿』 : 監督野村芳亭、1928年10月27日公開 - 阪東団子
- 『陸の王者』 : 監督牛原虚彦、1928年11月10日公開 - 女房おかつ
- 『森の鍛冶屋』 : 監督清水宏、1929年1月5日公開 - お種
- 『円タク坊ちゃん』 : 監督大久保忠素、1929年3月2日公開
- 『あひる女』 : 監督清水宏、1929年3月9日公開 - その女房・お高
- 『学生ロマンス 若き日』 : 監督小津安二郎、1929年4月13日公開 - 下宿の内儀、103分尺で現存（NFC所蔵[9]）
- 『浮草娘旅風俗』 : 監督清水宏、1929年5月31日公開 - 喜六の女房
- 『岡辰押切帳』 : 監督斎藤寅次郎、1929年6月28日公開
- 『和製喧嘩友達』 : 監督小津安二郎、1929年7月5日公開 - おげん
- 『親』 : 監督清水宏・大久保忠素、1929年8月1日公開 - 妻・お吉
- 『たゝかれ亭主』 : 監督斎藤寅次郎、1930年1月27日公開
- 『現代奥様気質』 : 監督重宗務、1930年2月1日公開
- 『純情』 : 監督成瀬巳喜男、1930年2月14日公開 - おつたの母
- 『生きる力』 : 監督西尾佳雄、1930年2月 - 妻とき
- 『おごって頂戴よ』 : 監督西尾佳雄、1930年8月15日公開
- 『愛は力だ』 : 監督成瀬巳喜男、1930年8月29日公開 - 剛三の妻・おたみ
- 『霧の中の曙』（『霧の中の顔』[5]） : 監督清水宏、1930年11月1日公開
- 『若者よなぜ泣くか』 : 監督牛原虚彦、1930年11月15日公開 - 淑女、193分尺で現存（NFC所蔵[9]）
- 『煙突男』 : 監督斎藤寅次郎、1930年12月5日公開
- 『モダン籠の鳥』 : 監督斎藤寅次郎、1931年1月10日公開
- 『公認駆落商売』 : 監督佐々木恒次郎、1931年2月25日公開
- 『男女押し比べ』 : 監督佐々木康、1931年6月12日公開
- 『落第未遂』 : 監督松井稔、1931年7月23日公開
- 『何が彼女を裸にしたか』 : 監督斎藤寅次郎、1931年8月15日公開
- 『娘の意気高し』 : 監督斎藤寅次郎、1931年8月15日公開
- 『浮気は汽車に乗って』 : 監督成瀬巳喜男、1931年8月15日公開 - 母
- 『彼女の興奮』 : 監督斎藤寅次郎、1931年10月31日公開
- 『七つの海 前篇 処女篇』 : 監督清水宏、1931年12月23日公開 - 妻・お悦
- 『金色夜叉』 : 監督野村芳亭、1932年1月14日公開 - その妻、81分尺で現存（NFC所蔵[9]）
- 『三太郎満州出征』 : 監督斎藤寅次郎、1932年2月4日公開
- 『七つの海 後篇 貞操篇』 : 監督清水宏、1932年2月11日公開 - 妻お悦、81分尺で現存（NFC所蔵[9]）
- 『恋の花咲く 伊豆の踊子』 : 監督五所平之助、1933年2月2日公開 - 母おたつ、124分尺で現存（NFC所蔵[9]）
- 『島の娘』 : 監督野村芳亭、サウンド版、1933年3月15日公開 - 寺川屋女中お杉、62分尺で現存（NFC所蔵[9]）
- 『東京音頭』 : 監督野村芳亭、サウンド版、1933年9月28日公開 - ばあや、78分尺で現存（NFC所蔵[9]）
- 『愛撫』（ラムール） : 監督五所平之助、1933年11月9日公開 - その母、113分尺で現存（NFC所蔵[9]）
- 『沈丁花』 : 監督野村芳亭、1933年11月16日公開 - 待合の女中

- 『惚れた強味』 : 監督宗本英男、1934年8月30日公開
- 『殴られた河内山』 : 監督衣笠貞之助、製作松竹下加茂撮影所、1934年12月1日公開 - お槙

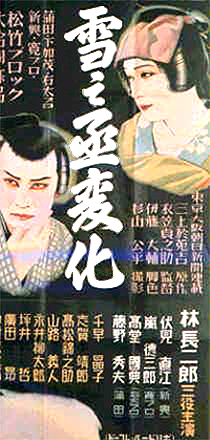
『雪之丞変化 第一篇』（1935年）のポスター。

- 『花婿の寝言』 : 監督五所平之助、1935年1月13日公開 - 花嫁の母お里、73分尺で現存（NFC所蔵[9]）
- 『東京の英雄』 : 監督清水宏、1935年3月7日公開 - 婆や、64分尺で現存（NFC所蔵[9]）
- 『彼と彼女と少年達』 : 監督清水宏、1935年5月30日公開 - 床チビの母
- 『春琴抄 お琴と佐助』 : 監督島津保次郎、トーキー、1935年6月15日公開 - 役名不明、100分尺で現存（NFC所蔵[9]）
- 『雪之丞変化 第一篇』 : 監督衣笠貞之助、製作松竹京都撮影所、1935年6月27日公開 - 浪路の乳母
- 『雪之丞変化 第二篇』 : 監督衣笠貞之助、製作松竹京都撮影所、1935年10月1日公開 - 浪路の乳母
- 『弥次喜多行進曲』 : 監督斎藤寅次郎、1935年10月24日公開
- 『雪之丞変化 解決篇』 : 監督衣笠貞之助、製作松竹京都撮影所、1936年1月15日公開 - 浪路の乳母

### 松竹大船撮影所
特筆以外すべて製作は「松竹大船撮影所」、特筆以外すべて配給は「松竹キネマ」あるいは「松竹」、特筆以外すべてトーキーである。
- 『有りがたうさん』 : 監督清水宏、1936年2月27日公開 - 茶店の婆さん、75分尺で現存（NFC所蔵[9]）
- 『家族会議』 : 監督島津保次郎、1936年4月3日公開 - 女客、71分尺で現存（NFC所蔵[9]）
- 『僕の春』 : 監督深田修造、1936年4月8日公開
- 『男性対女性』 : 監督島津保次郎、1936年8月29日公開 - 役名不明、132分尺で現存（NFC所蔵[9]）
- 『一人息子』 : 監督小津安二郎、1936年9月15日公開 - 女工、82分尺で現存（NFC所蔵[9]）
- 『人妻椿 後篇』 : 監督野村浩将、1936年10月29日公開 - 下宿のおばさん、62分尺で現存（NFC所蔵[9]）
- 『少年航空兵』 : 監督佐々木康、1936年9月18日公開 - お秀の母、100分尺で現存（NFC所蔵[9]）
- 『螢の光』 : 監督佐々木康、1938年4月14日公開 - 宿のおばさん、75分尺で現存（NFC所蔵[9]）
- 『半処女』 : 監督佐々木啓祐、1938年4月28日公開 - 下女お霜、73分尺で現存（NFC所蔵[9]）
- 『愛より愛へ』 : 監督島津保次郎、1938年6月9日公開 - 役名不明、57分尺で現存（NFC所蔵[9]）
- 『母と子』 : 監督渋谷実、1938年7月1日公開 - 下宿のおばさん、88分尺で現存（NFC所蔵[9]）
- 『愛染かつら 後篇』 : 監督野村浩将、1938年9月15日公開 - 婆や
- 『家庭日記』 : 監督清水宏、1938年9月29日公開 - 松や
- 『南風』 : 監督渋谷実、1939年2月15日公開 - 産婆、72分尺で現存（NFC所蔵[9]）
- 『春雷 前篇 愛路篇』 : 監督佐々木啓祐、1939年4月13日公開 - 下宿の小母さん、73分尺で現存（NFC所蔵[9]）
- 『春雷 後篇 審判篇』 : 監督佐々木啓祐、1939年4月13日公開 - 下宿の小母さん、同上[9]
- 『花のある雑草』 : 監督清水宏、1939年6月15日公開 - 河田先生
- 『母を讃へる歌』 : 監督原研吉、1939年7月6日公開 - 役名不明、53分尺で現存（NFC所蔵[9]）
- 『五人の兄妹』 : 監督吉村公三郎、1939年7月20日公開 - 髪結ひ、93分尺で現存（NFC所蔵[9]）
- 『日本の妻 前篇 流転篇 後篇 苦闘篇』 : 監督佐々木啓祐、1939年8月5日公開
- 『桑の実は紅い』 : 監督清水宏、1939年9月14日公開 - 女中・お松
- 『狐』 : 監督渋谷実、1939年10月24日公開 - 母、27分尺で現存（NFC所蔵[9]）

- 『私には夫がある』 : 監督清水宏、1940年2月1日公開 - ミシン女史
- 『涙の責任 前篇』 : 監督蛭川伊勢夫、1940年2月15日公開 - 管理人、101分尺で現存（NFC所蔵[9]）
- 『涙の責任 後篇』 : 監督蛭川伊勢夫、1940年2月15日公開 - 管理人、同上[9]
- 『信子』 : 監督清水宏、1940年4月9日公開 - 吉岡先生、50分尺で現存（NFC所蔵[9]）
- 『美しき隣人』 : 監督大庭秀雄、1940年5月23日公開 - 隣のおばさん
- 『女人転心』 : 監督清水宏、1940年9月5日公開 - 寺の婆さん
- 『冬木博士の家族』 : 監督大庭秀雄、1940年10月31日公開 - お常、70分尺で現存（NFC所蔵[9]）

- 『みかへりの塔』 : 監督清水宏、1941年1月30日公開 - 津村保母、111分尺で現存（NFC所蔵[9]）
- 『十日間の人生』 : 監督渋谷実、1941年4月1日公開 - 雑炊婦、66分尺で現存（NFC所蔵[9]）
- 『桜の国』 : 監督清水宏、製作松竹大船撮影所・華北電影、1941年11月1日公開 - 阿媽
- 『女医の記録』 : 監督渋谷実、1941年11月23日公開 - 母、95分尺で現存（NFC所蔵[9]）
- 『兄妹会議』 : 監督渋谷実、配給映画配給社、1942年7月16日公開 - おかめ床おかみさん
- 『すみだ川』 : 監督井上金太郎、配給映画配給社、1942年9月3日公開 - 駒形のおばさん、94分尺で現存（NFC所蔵[9]）
- 『或る女』 : 監督渋谷実、配給映画配給社、1942年10月29日公開 - おとし
- 『敵機空襲』 : 監督野村浩将・吉村公三郎・渋谷実、配給映画配給社、1943年4月1日公開 - おばさん、88分尺で現存（NFC所蔵[9]）
- 『愛機南へ飛ぶ』 : 監督佐々木康、配給映画配給社、1943年9月10日公開 - 寮母
- 『勝鬨音頭』 : 監督大庭秀雄、配給映画配給社、1944年1月8日公開 - その女房、88分尺で現存（NFC所蔵[9]）
- 『喜劇は終りぬ』 : 監督大庭秀雄、1946年1月10日公開 - 女房しげ
- 『彼女の発言』 : 監督野村浩将、1946年2月7日公開 - 三浦家女中おわか
- 『大曾根家の朝』 : 監督木下恵介、1946年2月21日公開 - 婆や、81分尺で現存（NFC所蔵[9]）
- 『女生徒と教師』 : 監督佐々木啓祐、1946年3月7日公開 - 里見の母
- 『象を喰つた連中』（『象を喰った連中 科学と生命に関する一考察』[9]） : 監督吉村公三郎、1947年2月11日公開 - おかね（象を喰はない連中 おかね[9]）、84分尺で現存（NFC所蔵[9]）
- 『長屋紳士録』 : 監督小津安二郎、1947年5月20日公開 - とめ、71分尺で現存（NFC所蔵[9]）
- 『二連銃の鬼』 : 監督佐々木啓祐、1947年7月8日公開 - 女将
- 『安城家の舞踏会』 : 監督吉村公三郎、1947年9月27日公開 - 老女松、89分尺で現存（NFC所蔵[9]）
- 『不死鳥』 : 監督木下惠介、1947年12月11日公開 - 婆や、82分尺で現存（NFC所蔵[9]）

- 『懐しのブルース』 : 監督佐々木康、1948年1月4日公開 - 乳母やす
- 『旅裝』 : 監督中村登、1948年2月1日公開 - しげ子の母
- 『誘惑』 : 監督吉村公三郎、1948年2月25日公開 - 婆やセツ、85分尺で現存（NFC所蔵[9]）
- 『火の薔薇』 : 監督中村登、1948年9月11日公開 - 管理婦
- 『風の中の牝鶏』 : 監督小津安二郎、1948年9月17日公開 - つね

- 『お嬢さん乾杯』 : 監督木下恵介、1949年3月9日公開 - アパートの主婦、89分尺で現存（NFC所蔵[9]）
- 『愁海棠』 : 監督中村登、1949年8月2日公開 - 母きぬ
- 『花も嵐も』 : 監督佐々木康、1949年9月29日公開 - 婆やお粂

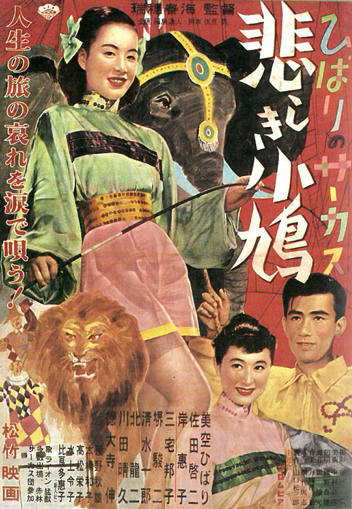
『ひばりのサーカス 悲しき小鳩』（1952年）のポスター。

- 『女の流行』 : 監督瑞穂春海、1950年1月15日公開 - アパートの小母さん
- 『カルメン故郷に帰る』 : 監督木下恵介、1951年3月21日公開 - 役名不明、86分尺で現存（NFC所蔵[9]）
- 『婚約指環』 : 監督木下恵介、製作松竹大船撮影所・田中絹代プロダクション、1950年7月1日公開 - おかみさん、96分尺で現存（NFC所蔵[9]）
- 『てんやわんや』 : 監督渋谷実、1950年7月23日公開 - 妻、96分尺で現存（NFC所蔵[9]）
- 『長崎の鐘』 : 監督大庭秀雄、1950年9月22日公開 - 役名不明、94分尺で現存（NFC所蔵[9]）
- 『少年期』 : 監督木下恵介、1951年5月12日公開 - 煙草屋のお婆さん、110分尺で現存（NFC所蔵[9]）
- 『東京のお嬢さん』 : 監督瑞穂春海、1951年7月6日公開 - 婆やお春
- 『母待草』 : 監督佐々木啓祐、1951年8月17日公開 - その妻、65分尺で現存（NFC所蔵[9]）
- 『母化粧』 : 監督佐々木啓祐、1951年12月14日公開 - 婆や

- 『その夜の妻』 : 監督池田浩郎、1952年4月18日公開 - その妻
- 『ひばりのサーカス 悲しき小鳩』 : 監督瑞穂春海、1952年7月15日公開 - 吉岡みさを
- 『湯の町しぐれ』 : 監督長島豊次郎、1952年8月14日公開 - 母雪江
- 『現代人』 : 監督渋谷実、1952年9月3日公開 - 荻野家の婆や
- 『未完成結婚曲』 : 監督穂積利昌、1952年10月23日公開 - 附添の婦人
- 『カルメン純情す』 : 監督木下恵介、1952年11月13日公開 - ラッキーの親爺の女房
- 『娘の晴着』 : 監督萩原徳三、1952年11月27日公開 - 延鶴壽
- 『わが母に罪ありや』 : 監督佐々木啓祐、1952年12月27日公開 - 登世の姑（二十年前）
- 『若奥様一番勝負』 : 監督瑞穂春海、1952年12月27日公開 - 母あき

- 『まごころ』 : 監督小林正樹、1953年1月29日公開 - 下宿の小母さん、95分尺で現存（NFC所蔵[9]）
- 『夢みる人々』 : 監督中村登 、1953年2月18日公開
- 『おもかげの歌』 : 監督穂積利昌、1953年3月12日公開 - 直子の祖母
- 『嫁の立場』 : 監督西河克己、1953年4月15日公開 - おりき
- 『愛慾の裁き』 : 監督大庭秀雄、1953年5月6日公開 - 役名不明、99分尺で現存（NFC所蔵[9]）
- 『めぐり逢い』 : 監督池田浩郎、1953年6月3日公開 - 藤本家の婆や
- 『旅路』 : 監督中村登、1953年7月29日公開 - おきよ
- 『別離』 : 監督岩間鶴夫、1954年3月10日公開 - 婆さん（横山の家）
- 『伊豆の踊子』 : 監督野村芳太郎、1954年3月31日公開 - 役名不明、98分尺で現存（NFC所蔵[9]）
- 『亡命記』 : 監督野村芳太郎、1955年5月3日公開 - 老姆、135分尺で現存（NFC所蔵[9]）
- 『柔道開眼』 : 監督岩間鶴夫、1955年9月28日公開 - 婆やふじ
- 『夕やけ雲』 : 監督木下恵介、1956年4月17日公開 - 役名不明、78分尺で現存（NFC所蔵[9]）

- 『ホガラカさん 前篇』 : 監督萩山輝男、1956年5月3日公開 - 井上のアパートの婆さん
- 『ホガラカさん 後篇』 : 監督萩山輝男、1956年5月11日公開 - 井上のアパートの婆さん
- 『人妻椿 前篇誘惑の巻 後篇抱擁の巻』 : 監督原研吉、1956年5月25日公開 - 老婆

### フリーランス
下記の通りである。
- 『森繁よ何処へ行く』 : 監督瑞穂春海、製作東京映画、配給東宝、1956年6月14日公開 - さか
- 『壁あつき部屋』 : 監督小林正樹、製作新鋭プロダクション、配給松竹、1953年10月製作・1956年10月31日公開 - 老婆、110分尺で現存（NFC所蔵[9]）